# Spezialisierte Einsatzkräfte Marine
La Spezialisierten Einsatzkräfte Marine (SEK M) fu un'unità di fanteria di marina della Deutschen Marine nel battaglione di stanza a Eckernförde. Sotto il comando della Einsatzflottille 1 e assieme alla Marineschutzkräften la fanteria della Marine.
Come Spezialkräfte della Marine operava con Kampfschwimmer, Minentaucher e Boardingkompanie.
Il Bataillon venne creato nel 1997 e sciolto 1º aprile 2014 con la creazione del nuovo Seebataillon e del Kommando Spezialkräfte Marine.

## Organizzazione
Il Kommandeur con la sua organizzazione:
| Stab                                | Stab                                 | Stab                         | Stab                              | Stab                              | Stab                    | Stab                                                            | Stab                                 | Stab                                 | Stab                                 | Stab                                | Stab                                |
| ----------------------------------- | ------------------------------------ | ---------------------------- | --------------------------------- | --------------------------------- | ----------------------- | --------------------------------------------------------------- | ------------------------------------ | ------------------------------------ | ------------------------------------ | ----------------------------------- | ----------------------------------- |
| S1                                  | S1                                   | S2/S3/S6 Einsatz             | S2/S3/S6 Einsatz                  | S2/S3/S6 Einsatz                  | S2/S3/S6 Einsatz        | S2/S3/S6 Einsatz                                                | S2/S3/S6 Einsatz                     | S4                                   | S4                                   | Sanitätsbereich                     | Sanitätsbereich                     |
| Mehrzweck- landungsboot L 762 Lachs | Mehrzweck- landungsboot L 765 Schlei | S3E/S3A (Planung/Ausbildung) | EOD/IEDD-Zug                      | EOD/IEDD-Zug                      | Führungs- unterstützung | Nachrichten- gewinnung und Auswertung / Militärische Sicherheit | Schnelle Einsatzgruppe               | Arztgruppe 1                         | Arztgruppe 2                         |                                     |                                     |
| Mehrzweck- landungsboot L 762 Lachs | Mehrzweck- landungsboot L 765 Schlei | Lageführung                  | Kampfmittel- beseitigungsgruppe 1 | Kampfmittel- beseitigungsgruppe 2 | Führungs- unterstützung | Nachrichten- gewinnung und Auswertung / Militärische Sicherheit | Schnelle Einsatzgruppe               | Arztgruppe 1                         | Arztgruppe 2                         |                                     |                                     |
| Kampfschwimmerkompanie              |                                      |                              |                                   |                                   |                         |                                                                 |                                      |                                      |                                      |                                     |                                     |
| Einsatz- team I                     | Einsatz- team I                      | Einsatz- team II             | Einsatz- team II                  | Einsatz- team III                 | Einsatz- team III       | Einsatz- unterstützungs- gruppe Land                            | Einsatz- unterstützungs- gruppe Land | Einsatz- unterstützungs- gruppe Luft | Einsatz- unterstützungs- gruppe Luft | Einsatz- unterstützungs- gruppe See | Einsatz- unterstützungs- gruppe See |
| Minentaucherkompanie                |                                      |                              |                                   |                                   |                         |                                                                 |                                      |                                      |                                      |                                     |                                     |
| Minentaucherzug 1                   | Minentaucherzug 1                    | Minentaucherzug 1            | Minentaucherzug 1                 | Minentaucherzug 1                 | Minentaucherzug 1       | Minentaucherzug 2                                               | Minentaucherzug 2                    | Minentaucherzug 2                    | Minentaucherzug 2                    | Minentaucherzug 2                   | Minentaucherzug 2                   |
| Boardingkompanie                    |                                      |                              |                                   |                                   |                         |                                                                 |                                      |                                      |                                      |                                     |                                     |
| Einsatzzug 1                        | Einsatzzug 1                         | Einsatzzug 1                 | Einsatzzug 1                      | Einsatzzug 1                      | Einsatzzug 1            | Einsatzzug 2                                                    | Einsatzzug 2                         | Einsatzzug 2                         | Einsatzzug 2                         | Einsatzzug 2                        | Einsatzzug 2                        |
| Ausbildungsinspektion               |                                      |                              |                                   |                                   |                         |                                                                 |                                      |                                      |                                      |                                     |                                     |
| Kampfschwimmer-Ausbildung           | Kampfschwimmer-Ausbildung            | Kampfschwimmer-Ausbildung    | Minentaucher-Ausbildung           | Minentaucher-Ausbildung           | Minentaucher-Ausbildung | Boarding-Ausbildung                                             | Boarding-Ausbildung                  | Boarding-Ausbildung                  | Spreng-Ausbildung                    | Spreng-Ausbildung                   | Spreng-Ausbildung                   |
| Taucherschulboot A 1441 Langeoog    |                                      |                              |                                   |                                   |                         |                                                                 |                                      |                                      |                                      |                                     |                                     |

## Armamento
Il SEK M usava due sommergibili Barbe-Klasse: Lachs e Schlei. E per uso addestrativo il Rottweil e il Langeoog.

## Impiego

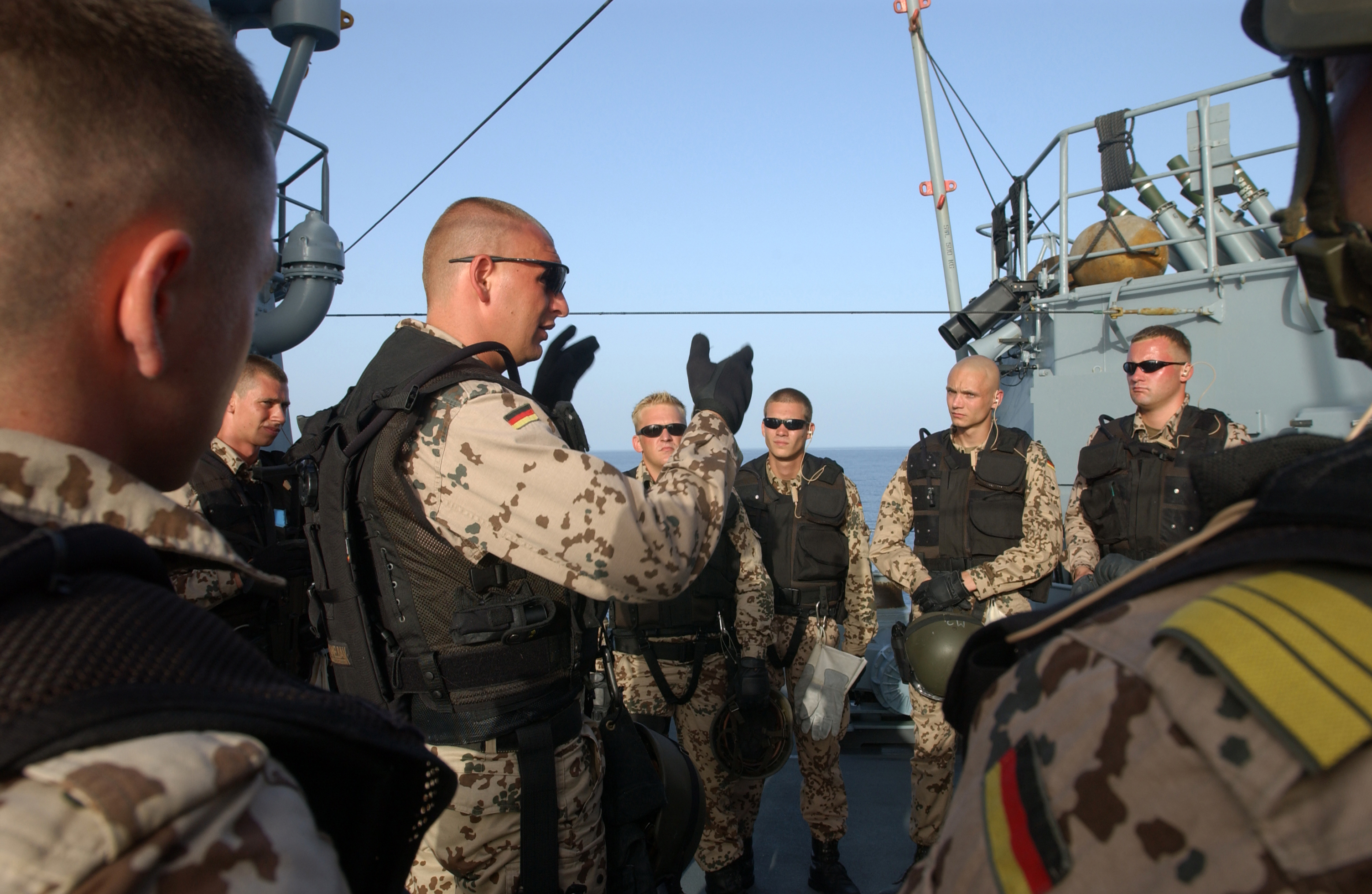
Boarding Teams sulla Fregatte Augsburg (F 213) per la Operation Enduring Freedom 2004

- Operation Enduring Freedom (dal novembre 2001)
- ISAF (dal dicembre 2001)
- UNIFIL (dal settembre 2006)
- Operation Atalanta (dal 2008)